# Lesonice (zámek)
Zámek Lesonice stojí v centru obce Lesonice, v okrese Třebíč. Od srpna 2014 v části zámku funguje Muzeum lidových kapel.

## Historie
Zámku předcházela tvrz vystavěná v roce 1225 nebo 1364. Ve 2. polovině 16. století nechali páni z Čechtína, kterým lesonické panství patřilo, tvrz přestavět na renesanční zámek. Od roku 1823 bylo panství v držení Reichenbachů, píšících se s přídomkem z Lesonic. Ti nechali kolem roku 1830 zámek zbourat a na jeho místě vystavět dvě budovy nového klasicistního zámku. Od téhož roku zámek využívala šlechta minimálně a sloužil především správě panství. Od roku 1890 v jeho budově funguje škola. V roce 1950 bylo do levého křídla umístěno lesnické učiliště, dnes je zde pracoviště SOU řemesel a služeb Moravské Budějovice. V pravém křídle funguje zdravotnické středisko a i nadále základní škola. V roce 2014 bylo v tomto křídle v prostorách bývalé hasičské zbrojnice otevřeno Muzeum lidových kapel. Jeho součástí je i "Krčma" s obrazy hlavních momentů vzpoury na lesonickém panství. V roce 1975 prošel zámek modernizací. V současné době patří obci Lesonice.

## Dostupnost
Nedaleko zámku vede červeně značená turistická stezka od Vícenic na Bítovánky a Želetavu, kterou kopíruje trasa NS Otokara Březiny. Kromě toho vede do obce řada silniček, které ji spojují s Babicemi, Šebkovicemi, silnicí I/38 u Martínkova a Cidlinou.